# Master Link BBS
Criado em março de 1987 pelo sysop carioca Gerson Silva, na cidade do Rio de Janeiro, o Master Link foi o primeiro e único BBS no Brasil a ser gerenciado por um Commodore 64 e era o principal elo entre os  usuários desse modelo de computador.

## História
Inicialmente, o Master Link funcionava apenas 6 horas por dia, (das 00:00h às 06:00h) gratuitamente, com a velocidade de 300 bauds padrão BELL devido a linha telefônica ser residencial e o sysop um mero estudante da 7ª série primária.
Devido ao grande sucesso do BBS, após 6 meses de operação ele passou a operar a 24 horas, uma linha telefônica exclusiva e um novo modem de velocidade de 1200 bauds.

### 1988
O Master Link atinge o seu ápice. O número de micros da linha Commodore aumenta no Brasil e a convite do presidente do Grupo de Usuários de C64 da PETROBRAS (o maior do Brasil à época), o Master Link torna-se o principal centro de mensagens sobre a linha Commodore no Brasil.

### 1989
O sistema já conta com cerca de 180 usuários. Desse total, 40% eram de usuários da linha Commodore, um número bastante significativo para aquela época, uma vez que ainda existia a lei de reserva de informática.

### 1990
Devido ao grandioso sucesso do Commodore-Amiga, muitos usuários de C64 passam a migrar para essa nova plataforma e o número de usuários diminui consideravelmente.

### 1991
A dificuldade de manter ativos os usuários de C64 faz com que o Master Link aposente o valente Commodore 64 depois de 4 anos de sucesso.

### 1991a1994
O BBS passa a ser operado com um IBM PC AT 386, utilizando o software Remote Access e modem com velocidade de 2400 bauds e passa a fazer parte da maior rede de computadores antes da Internet, a Fidonet.
Ainda tentando manter vivo o C64 no Brasil, é mantida uma área de mensagens destinadas apenas a ele, mas já não é mais o suficiente e em 1994 o Master Link BBS encerra suas atividades.

## Especificações Técnicas do BBS
- Micro: Commodore 64

- Memória RAM: 64 Kb

- Monitor: Commodore 1702

- Software gerenciador: Blue Board BBS

- Disk Drive: Commodore 1541 (5 1/4" - 170 Kb)

- Modem: 1987 - 64 modem (300 bauds) / 1988-1991 - Commodore 1670 (1200 bauds)